# Фотооксигенація

Енова реакція є прикладом фотооксигенації II типу.

Фотооксигенація (англ. photooxygenation, рос. фотооксигенация) — реакція сполуки з киснем під дією світла, при цьому кисень входить у сполуку. Є три механізми таких реакцій:
1) реакція триплетного кисню з фотохімічно утвореними радикалами;
2) реакція фотохімічно генерованого синглетного кисню з молекулярними частинками з утворенням кисневмісних похідних;
3) реакції, що йдуть шляхом електронного переносу з утворенням активного інтермедіату — супероксиданіона О2− як реакційної частинки.